# Mylène Troszczynski
Mylène Troszczynski (ur. 16 maja 1972 w Chauny) – francuska polityk i samorządowiec polskiego pochodzenia, działaczka Frontu Narodowego, posłanka do Parlamentu Europejskiego VIII kadencji.

## Życiorys
Kształciła się w zakresie historii na Uniwersytecie w Reims, podjęła pracę w prywatnej firmie, zajmując się kwestiami komunikacji. W 2003 dołączyła do Frontu Narodowego, w 2010 została wybrana na radną regionu w Pikardii.
W 2014 Mylène Troszczynski uzyskała mandat deputowanej do PE VIII kadencji.